# الفرقة الرابعة للعمليات النفسية (الجيش الأمريكي)
الفرقة الرابعة للعمليات النفسية 4th Psychological Operations Group (Airborne) هي إحدى فرق الجيش الأمريكي المحمولة جوا والتي مهمتها القيام بالدعاية والحرب السيكولوجية على العدو.

## وصلات خارجية
http://www.soc.mil/psyop/psyop_default.htm
http://www.bragg.army.mil/psyop/